# Cadaba barbigera
Cadaba barbigera är en kaprisväxtart som beskrevs av Ernest Friedrich Gilg. Cadaba barbigera ingår i släktet Cadaba och familjen kaprisväxter. Inga underarter finns listade i Catalogue of Life.